# Whiplash (gruppo musicale)
I Whiplash sono un gruppo musicale speed thrash metal formatosi nella città di Passaic, New Jersey, nel 1983.

## Storia

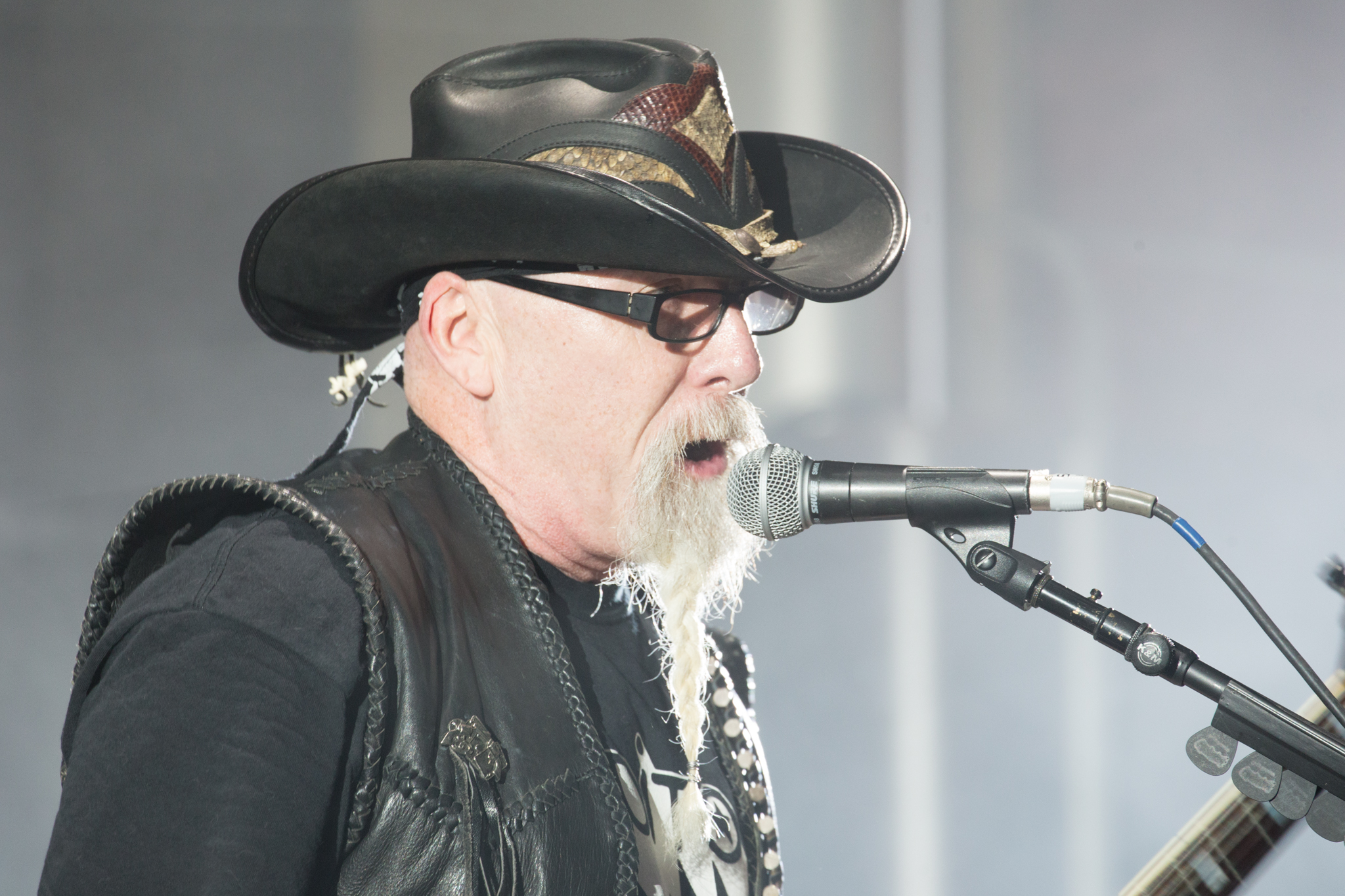
Tony Portaro al 70000 Tons of Metal 2015

Una prima formazione del gruppo risale al 1983, quando il cantante e chitarrista Chris Ott ed il batterista Tony Scaglione decisero di formare un gruppo che chiamarono Ambush. A causa della difficoltà nel trovare musicisti adatti, la formazione ebbe vita breve e dopo pochi mesi venne subito sciolta; nonostante ciò, Ott e Scaglione continuarono a suonare insieme e, unitisi al bassista Rob Harding, dettero vita ai Jackhammer. Una prima demo venne pubblicata nello stesso anno, dopodiché nel 1984 si aggiunse al gruppo il chitarrista Tony Portaro, proveniente da un gruppo locale chiamato Toxin. Una nuova demo, intitolata Chainsaw Love, venne registrata con questa formazione, ma alcuni diverbi portarono all'allontanamento dal gruppo di Ott e al conseguente scioglimento.

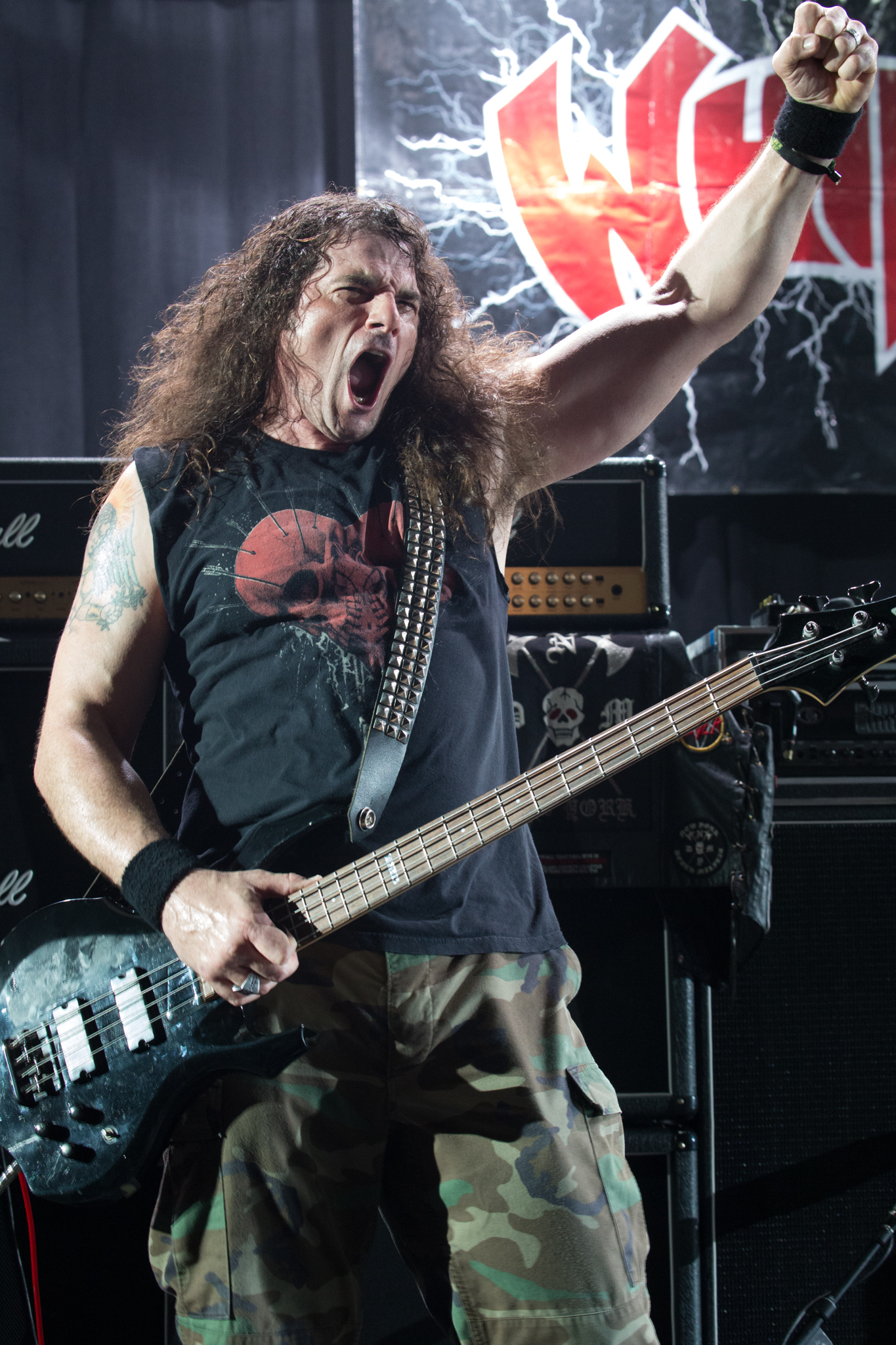
Dank DeLong

I membri rimanenti, reclutato il nuovo cantante Mike Orosz, decisero di fondare un nuovo gruppo, chiamandolo Whiplash, ispirandosi all'omonima canzone dei Metallica. Dopo la registrazione di una nuova demo, Harding decise di abbandonare il gruppo, venendo sostituito da Pat Burns, ma ancora una volta sorsero problemi tra i membri e così sia il nuovo arrivato sia Orosz se ne andarono. La ricerca di nuovi membri occupò i Whiplash fino al 1985, quando venne trovato un nuovo bassista nella figura di Tony Bono; impossibilitati a trovare un cantante ideale, lo stesso Portaro decise di occuparsi di questo ruolo ed ottenuto un contratto con la Roadrunner Records, il gruppo pubblicò il suo primo album, intitolato Power and Pain, nel 1986, che si rivela un successo nell'ambito del thrash metal.
Nel 1987 Scaglione, invitato a sostituire Dave Lombardo in tour con gli Slayer, abbandonò il gruppo, che lo sostituì con Joe Cangelosi. Nello stesso anno vide la luce il secondo album, Ticket to Mayhem. Alla pubblicazione del disco seguì un tour europeo in compagnia dei Sodom. Di ritorno da esso, il gruppo iniziò i lavori per il terzo album assieme al nuovo cantante Glenn Hansen, che rilevò il ruolo da Portaro, il quale aveva deciso di dedicarsi solamente al ruolo di chitarrista.
Il nuovo album, intitolato Insult to Injury, viene pubblicato nel 1989 sotto Roadracer Records, una sotto-etichetta della Roadrunner; nonostante lo stile non si distanzi da quello dei precedenti lavori, i fan più affezionati non sembrarono gradire il cambio di frontman e le vendite risultarono scarse. Disillusi dai risultati commerciali del disco, i Whiplash decisero di sciogliersi nel 1990; mentre Portaro si trasferì a New York dove si dedicò ad uno studio di registrazione, Cangelosi entrò di lì a poco a far parte dei Massacre e, qualche anno dopo, dei tedeschi Kreator, mentre Bono suonerà in svariate formazioni hardcore punk.
Nel 1993 Portaro e Scaglione si ritrovarono ancora una volta a suonare insieme nei M.O.D. di Billy Milano; questo pone le basi per una riunione del gruppo che vede la luce nel 1995, anche grazie alla pressione dell'etichetta tedesca Massacre Records. Vengono quindi reclutati il cantante Rob Gonzo, il secondo chitarrista Warren Conditi ed il bassista Stewart Stevens, subito sostituito da James Preziosa. Con questa formazione venne registrato il nuovo album Cult of One del 1996. Il gruppo partì per un tour europeo in compagnia di Riot e Skyclad, al termine del quale Gonzo venne allontanato e Conditi abbandonò il ruolo di chitarrista per divenire nuovo cantante della formazione. Di lì a poco anche Scaglione abbandonò nuovamente il gruppo, sostituito da Bob Candella, con cui nel 1997 venne registrato Sit Stand Kneel Prey.
Ancora una volta la formazione si rivelò fragile così, agli inizi del 1998 Portaro, rimasto ancora una volta solo, decise di riunire la formazione classica, richiamando Bono al basso e Scaglione alla batteria e riassumendo il ruolo di vocalist; da questo nuovo connubio nasce Thrashback. Nonostante ciò, il genere proposto dai Whiplash stava subendo un grande calo di popolarità a causa delle nuove tendenze musicali. Il gruppo decise quindi di gettare nuovamente la spugna e si sciolse una seconda volta nel 1999.
Nel maggio del 2002 Bono scomparse prematuramente all'età di 38 anni, stroncato da problemi al cuore.

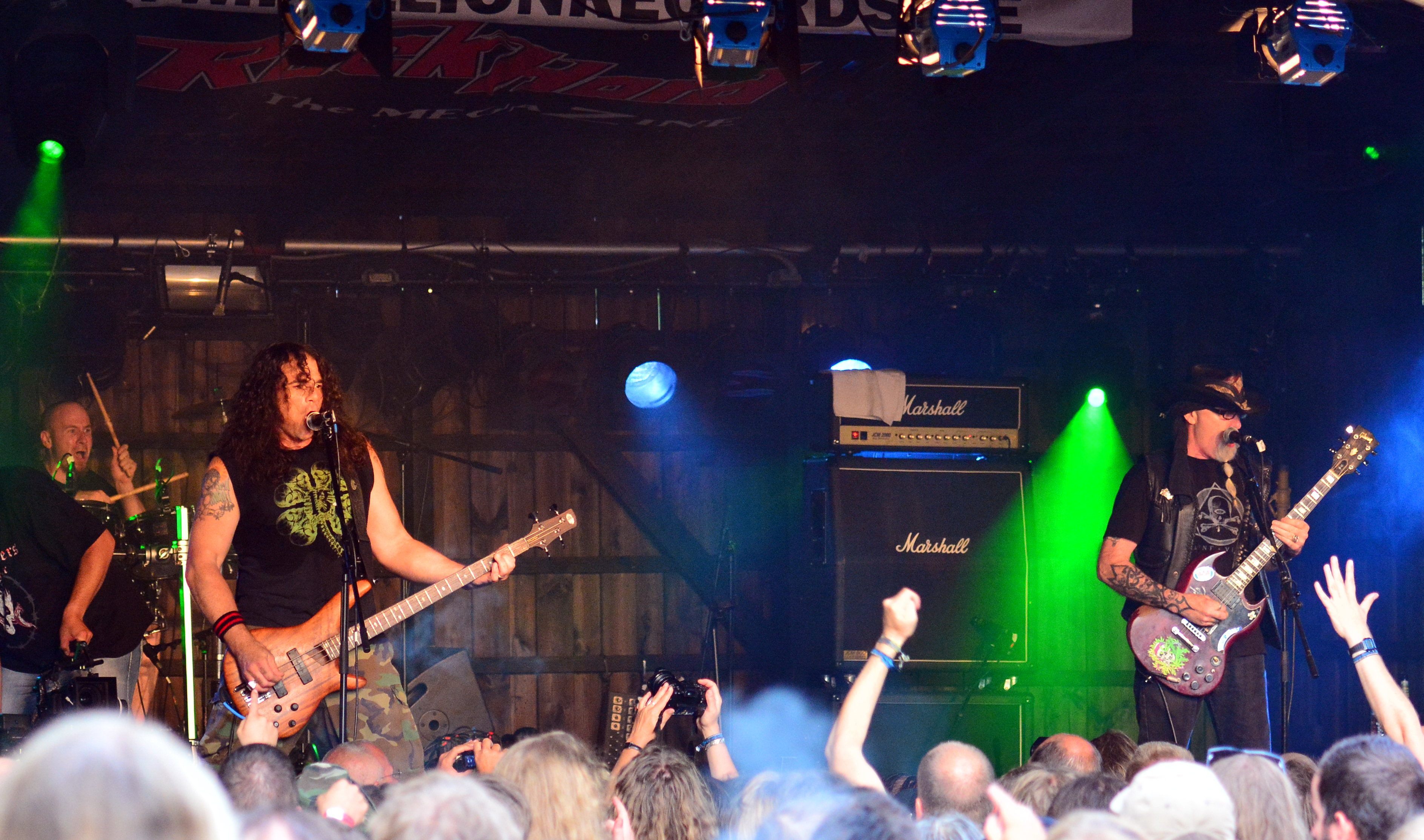
I Whiplash in concerto all'Headbangers Open Air 2014

Nel 2007, Portaro decise di rifondare nuovamente il gruppo, questa volta accompagnato da Cangelosi e dal nuovo bassista Rich Day; un nuovo album, intitolato Unborn Again, viene pubblicato nel 2009 dalla Pulverised Records e vede come ospite lo storico chitarrista dei Sodom e Kreator Frank Blackfire. Il gruppo partecipa poi al Wacken Open Air in Germania e si esibisce in svariati concerti tra Italia, Finlandia, Norvegia, Messico e Colombia.
L'abbandono di Cangelosi agli inizi del 2010 spinse il gruppo ad un periodo di pausa forzato; nel dicembre dello stesso anno è stato annunciato il rientro in formazione di Scaglione, ma ciò nonostante la permanenza del batterista all'interno del gruppo è stata breve e si concluse già nel gennaio del 2011. Accompagnato da due nuovi membri, il bassista David DeLong ed il batterista dei SikTh Dan Foord, Portaro si è esibito all'Hellfest in Francia e in un tour americano terminato in Cile. Nel 2012 i Whiplash hanno partecipato al 70000 Tons of Metal e ad una serie di date in Europa, che hanno compreso il prestigioso festival Keep It True in Germania. Nel 2014 Foord viene sostituito da Charlie Zeleny.
Il 10 ottobre del 2015 Scaglione è ritornato ad occupare ufficialmente il posto di batterista del gruppo.

## Formazione

### Formazione attuale
- Tony Portaro – voce (1984-1988, 1998-1999, 2007-presente), chitarra (1984-1990, 1995-1999, 2007-presente)
- Dank DeLong – basso (2011-presente)
- Ron Lipnicki – batteria (2018-presente)

### Ex componenti
- Pat Burns - basso (1984)
- Rob Harding - basso (1984)
- Tony Scaglione - batteria (1984-1986, 1995-1996, 1998-1999, 2010-2011, 2015-2016)
- Mike Orosz - voce (1984)
- Tony Bono - basso (1985-1990, 1998-1999)
- Joe Cangelosi - batteria (1987-1990, 2007-2010)
- Glenn Hansen - voce (1988-1990)
- James Preziosa - basso (1995-1997)
- Stewart Stevens - basso (1995)
- Warren Conditi - chitarra (1995-1996), voce (1996-1998)
- Rob Gonzo - voce (1995-1996)
- Bob Candella - batteria (1996-1997)
- Rich Day - basso (2007-2011)
- Dan Foord - batteria (2011-2014)
- Charlie Zeleny - batteria (2014-2015)
- Tom Tierney - batteria (2016)

## Discografia

### Album in studio
- 1985 – Power and Pain
- 1987 – Ticket to Mayhem
- 1990 – Insult to Injury
- 1996 – Cult of One
- 1997 – Sit Stand Kneel Prey
- 1998 – Thrashback
- 2009 – Unborn Again

### Raccolte
- 1999 – Messages in Blood

### Demo, singoli e split
- 1984 – Fire Away
- 1984 – Thunderstruk
- 1985 – Looking Death in the Face
- 1995 – Whiplash '95
- 2013 – Sword Meet Skull, Skull Meet Sword (singolo)
- 2016 – Revolution Starts Here (split con i Released Anger)